# Крукенберг, Петер
Петер Крукенберг (нем. Peter Krukenberg; 14 февраля 1787, Кёнигслуттер-ам-Эльм, — 13 декабря 1865, Галле) — немецкий врач.
Дед Германа, Георга Генриха Петера и Фридриха Эрнста Крукенбергов.
Клиницист в Галле, изучавший медицину в Гёттингене, где получил степень доктора медицины в 1810 году за диссертацию «De cancro bulbi oculi humani». Основал знаменитую поликлинику в Галле. Крукенбург считался одним из самых выдающихся клиницистов своего времени. Громкая слава клинического преподавания в Галле в первую половину XIX века обязана исключительно его личности, так как, будучи эклектиком в лучшем смысле сего слова, Крукенберг при своих клинических занятиях всегда руководствовался данными химии, физиологии, патологической анатомии и гистологии. Он считал терапию конечной и высшей целью всех медицинских исследований и знаний.
Сочинения Крукенберга исчерпываются, если не считать 2-х томов «Ежегодника поликлиники в Галле», небольшими статьями в различных медицинских журналах.